# 燕美 (馬來西亞)
燕美是馬來西亞吉隆坡市中心中部的一個區域，鄰近武吉免登、半山芭、甘榜班登，名稱來源於位置橫貫其核心區域的燕美路（Jalan Imbi，又稱「燕美律」），是吉隆坡市區歷史最悠久之區域。燕美曾是英殖民時期高級公務員宿舍林立的社區，因豎立了160間獨棟洋房，所以在歷史上也被當地華人稱為「百六間」（Pak Luk Kan）。雖然燕美的高腳屋、戰前店屋、公務員宿舍、燕美巴剎等建築已拆除讓路給成功時代廣場、敦拉薩國際貿易中心（TRX）等大型開發案的發展，但燕美仍保留一些歷史性的建築地標，如燕美路福音堂（Jalan Imbi Chapel）、飛霞精舍、海外天大飯店、櫻花餐廳等。

## 歷史

### 地名起源
燕美路的英文原名為「Imby Road」，是以英殖民時期的燕美曹長（Sergeant Imby bin Seedin）命名，其出生於1845年左右，在16歲時加入了警察部隊，四年後升任為首席獄吏。他在馬六甲工作了17年，吉隆坡半山芭監獄工作了21年半，直到他在1900年退休。1899年，他在半山芭監獄對面的空地建造了一棟馬來傳統式的住宅，即今日富都路（Jalan Pudu）與燕美路的交界處。在1905年連通其住宅的砂石路興建完成後，因其住宅為當地地標，因此當時的街道命名委員會將這條新道路命名為「燕美路」（Jalan Imbi）。

### 百六間
燕美在歷史上，曾是吉隆坡的高級公務員、峇峇娘惹與華人聚集之地，主要分佈在燕美廣場（Imbi Plaza）至甘榜班登一帶。在英殖民時期，政府為了安置高級公務員，自1920年起在燕美一帶建起了獨立式宿舍，總計160棟，因此當時燕美的別名也叫「百六間」。當時穿行於此區的巴士，也以「百六間」為指示牌。唯時過境遷，馬來西亞政府的行政中心已搬遷至布城，因此位在市中心的高級公務員宿舍之地段在上世紀80年代起，也被政府陸續徵收及拆除以作發展。如原本設在樂天廣場（Lot 10）原址的武吉免登大巴剎（Pasar Rakyat Bukit Bintang）遷至燕美路後，成了燕美巴剎（Pasar Imbi）。該巴剎在2016年被拆除，遷至半山芭的富都綜合商業大廈（ICC Pudu）。2002年1月，政府也在此設立人民巴剎（Pasar Rakyat），以容納200個攤販及作為通行雲頂高原、新加坡等地的長途巴士轉運站，其他地段則陸續被改建為武吉免登通往其他地區的道路。
在2010年，吉隆坡市政府宣布佔地10英畝的敦拉薩國際貿易中心之興建，因此原先仍未拆除的公務人員宿舍，以及燕美巴剎、人民巴剎的地段全部由政府再次回收。該開發案的標誌性建築106交易塔於2016年開始動工，2017年完工。該建築的名稱除了代表有106層樓以外，也借鑒了燕美歷史上的別稱「百六間」，但誤會「百六間」爲「106間」，故而得名。
此外，燕美有一大片土地也曾是陸運濤所擁有，其是馬來亞著名的電影製片人、鳥類學家及攝影家，1964年因飛機失事逝於台灣。另一片土地則是由劉蝶集團（Low Yat Group）所擁有，其在燕美及武吉免登一帶興建商用建築，為吉隆坡的金三角黄金地带成為日後主要的購物及商辦之地，奠定了基礎。

## 現況
燕美因與武吉免登、半山芭相鄰，商業活動繁盛。該處聚集了多家商場與酒店，主要分佈在燕美路一帶，包括成功時代廣場、成功廣場（Berjaya Plaza）、燕美廣場（Imbi Plaza）等。同時因鄰近的武吉免登名氣較大，因此許多商家在此設店或取名時，都會冠上或特別註明為「武吉免登」。在1980年代至90年代時期，燕美路也曾有多家婚紗業者聚集，但婚紗業目前在燕美一帶已經沒落，目前當地仍有多家吉隆坡老字號餐廳聚集，如肉骨茶、雲吞麵、豬肉丸粉、豬肉粉、沙河粉等，因此總是遊客如織。

## 交通

### 鐵路

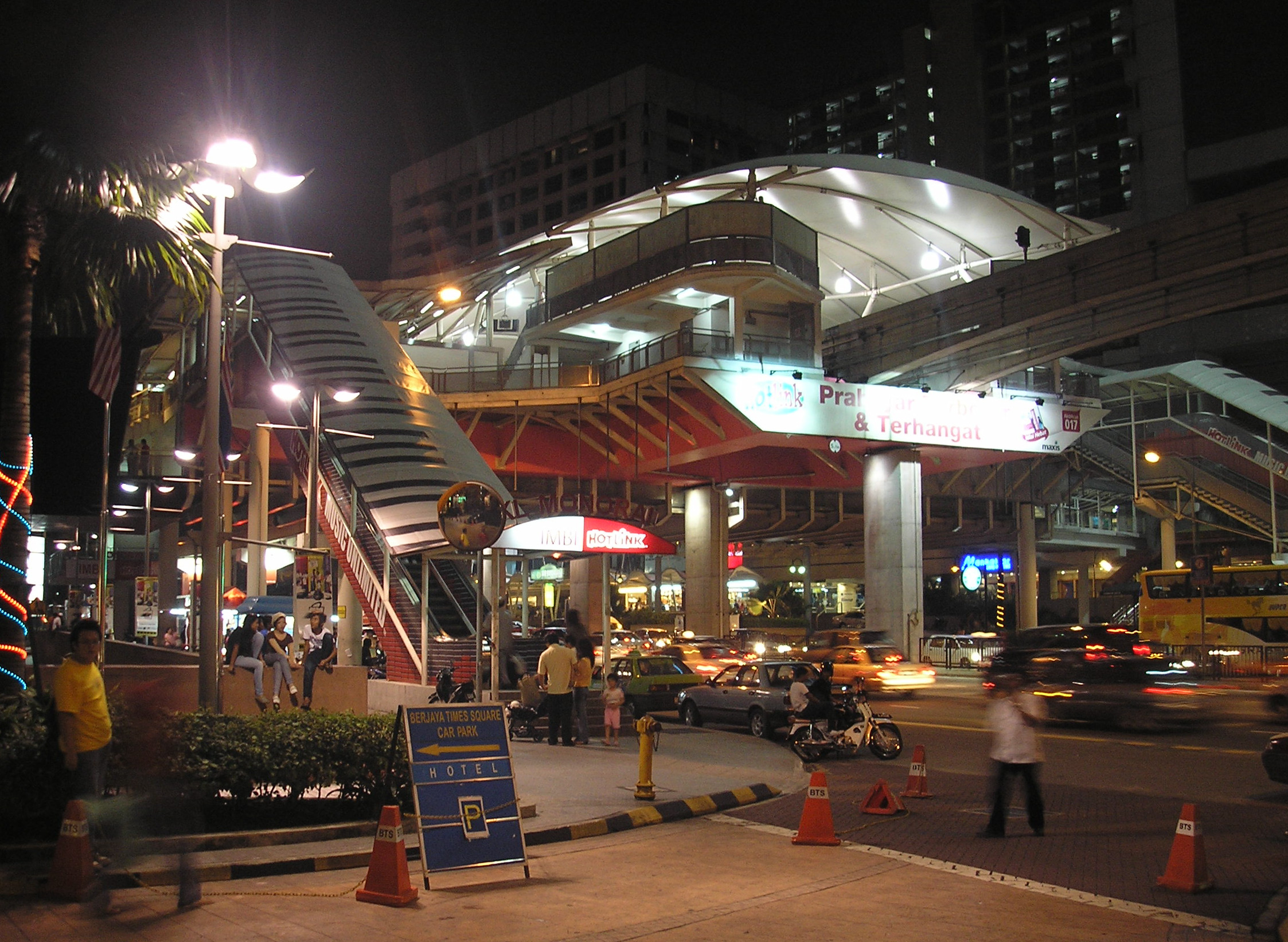
燕美站外觀

8 吉隆坡單軌列車在燕美路上方設有燕美站，是服務燕美地區與武吉免登的主要車站，9 加影线在燕美東部也設有敦拉薩國際貿易中心站，以服務未來敦拉薩國際貿易中心的使用者，該站也是其與12 布城线之轉乘站，預計於2022年通車。
| 車站編號    | 車站名称             | 原文名             | 车站服务           |
| ----------- | -------------------- | ------------------ | ------------------ |
| MR05        | 燕美站               | Imbi               | 8 吉隆坡單軌列車   |
| SBK20 SSP19 | 敦拉薩國際貿易中心站 | Tun Razak Exchange | 9 加影线 12 布城线 |

### 道路
燕美路（Jalan Imbi）為燕美的主要道路，也是其名稱的來源，此區其他主要道路分別為甘榜班登路（Jalan Kampung Pandan）、西路（Jalan Barat）、拉惹朱蘭路（Jalan Raja Chulan）、敦拉薩路（Jalan Tun Razak）。由於燕美是吉隆坡主要的商業區且鄰近多個觀光景點及酒店，因此區內道路經常有堵塞的情形。

## 政治
燕美屬於武吉免登國會議席，該議席在馬來西亞下議院的代表为来自希盟行动党的方贵倫。